# Route nationale 781
Pour les articles homonymes, voir Route 781.
La route nationale 781 ou RN 781 était une route nationale française reliant Hennebont à Locmariaquer. À la suite de la réforme de 1972, elle a été déclassée en RD 781.

## Ancien tracé d'Hennebont à Locmariaquer (D 781)
- Hennebont
- Locmiquélic
- Port-Louis
- Riantec
- Plouhinec
- traversée de la Rivière d'Étel par le Pont Lorois
- Belz (hameau de Pont-Lorois)
- Erdeven
- Plouharnel
- Carnac
- La Trinité-sur-Mer
- Locmariaquer